# Ceraphron sylviae
Ceraphron sylviae är en stekelart som beskrevs av Paul Dessart 1981. Ceraphron sylviae ingår i släktet Ceraphron och familjen pysslingsteklar. Inga underarter finns listade i Catalogue of Life.